# 百田力
カ（ちから、1981年10月24日 - ）は、日本のプロレスラー。本名：百田 力（ももた ちから）。
実父はプロレスラーの百田光雄、祖父は力道山。

## 経歴
土浦日本大学高等学校時代にレスリング部に所属。日本大学法学部卒業後、2004年にプロレスリング・ノアの練習生になるもデビューに至らなかった。
その後、スポーツインストラクターに転職するも再びプロレスラーとなるべく2013年2月に天龍プロジェクトに入団して練習生となった。父の百田光雄や折原昌夫より指導を受けて12月16日、「力道山没50年追悼記念興行」にて「力」のリングネームでプロレスデビューを果たした。父の光雄と組み折原とNOSAWA論外のタッグと対戦。光雄が論外を沈め勝利した。
第2戦は、2014年1月4日のスターダム・郡山ビッグパレットふくしま大会「東日本大震災復興支援チャリティーイベントFUKUSHIMA DREAM Vol.2〜New Year's STARDOM Festival&食・美味フェスタ」。父・光雄とのタッグでがばいじいちゃん&HIROKI組と対戦。光雄がじいちゃんを下して勝利。
第3戦は、2014年1月13日のジ・ウィンガー自主興行「ルチャ・ウィンガー・リブレ」で、折原昌夫と組み高岩竜一&HIROKIと対戦。
第4戦は、2014年3月に折原昌夫が主催するメビウス。初のシングルとしてHIROKIとのシングルで対戦するも敗北。
その後は、リアルジャパンプロレスや東京愚連隊自主興行にも参戦。間下隼人&ウルティモ・ドラゴン&グラン浜田 vs 力&折原昌夫&百田光雄の試合が組まれた。愚連隊興行では父・光雄と組み、高木三四郎と今成夢人のタッグと対戦。
2015年後半よりプロレスリングFREEDOMSに定期参戦。バラモン兄弟と結託してリングネームをFREEDOMS限定でダースバラモンに改める。その後リングネームを力に戻し以降も参戦継続。2016年にはFREEDOMSにて『試練の七番勝負』が行われ、
- 5月12日 - 吹本賢児
- 5月15日 - ダイナ御堂（〇）
- 6月30日 - ジ・ウィンガー
- 9月15日 - 高岩竜一
- 9月22日 - 新井健一郎（〇）
- 10月27日 - マンモス佐々木
- 11月17日（番外編） - 木高イサミ
- 12月7日（番外編）- 進祐哉
- 2017年1月26日 - カラテバラモン×withバラモン・シュウ、バラモン・ケイ（vs力〇with百田光雄）[7]

番外戦と合わせた9戦で第2・5戦のリングアウトと最終戦で3勝をあげた。
2018年10月21日、全日本プロレス横浜文化体育館大会にて、TAJIRIが保持するGAORA TV チャンピオンシップに挑戦するも敗戦。
12月9日、西新宿ミノシマビルで行われたサブロクコンバットにて、ミスモンゴル＆モンゴルピエロ組、佐野直＆唯我組をそれぞれ撃破、世界最強ミクスドタッグで優勝した（パートナーは桐原季子）。
2019年2月、全日本プロレスのリーグ戦「Jr. BATTLE OF GLORY」に初出場。2勝3敗に終わり優勝戦進出を逃すも、ブラック・タイガーⅦと佐藤光留から殊勲の勝利を挙げた。
12月27日、かつて練習生として入団するもデビューを果たせなかったプロレスリング・ノアに15年越しの初参戦。この日は杉浦軍興行であり、杉浦貴からの参戦オファーにより参戦が実現した。第一試合で拳王とシングルマッチを行ったが、拳王のP.F.Sの前に敗れた。
2020年、P.P.P. TOKYOで自身の「代理」と称する“バブリー”力がデビュー。
DDTプロレスリングが毎年開催しているJR大森駅前東口駅前広場のお祭りプロレス「UTANフェスタ」に毎年参戦しこの日のみに行われている世界大森級王座も獲得している。
2023年5月、山本SANやクレーン・ユウなどが属する団体「COMBO」に入団。力道山生誕100周年メモリアルも同団体で行われた。

## 得意技
アンリミテッド・パワー
セーバー・チョップ
トップロープからジャンプして放つダイビング式の袈裟斬りチョップ。技名はスター・ウォーズに登場する武器「ライトセーバー」が由来。
バックドロップ

## タイトル歴
- 東京インターコンチネンタルタッグ王座（第3代）（パートナーは百田光雄）
- KO-D8人タッグ王座（第4代）（パートナーは高木三四郎&納谷幸男&なべやかん）
- 世界大森級王座（第7代）
- キング・オブ・ダーク王座（第17代）
- CWP無差別級王座（第13代）

## メディア出演
- ザ・ノンフィクション おじいちゃんは力道山（フジテレビ）
- 所さん!大変ですよ（NHK総合）